# Donn Clendenon
Donn Alvin Clendenon (* 15. Juli 1935  in Neosho, Missouri; † 17. September 2005 in Sioux Falls, South Dakota) war ein US-amerikanischer Baseballspieler in der Major League Baseball (MLB) auf der Position des First Basemans. 1969 gewann er mit den New York Mets die World Series und wurde als MVP der World Series ausgezeichnet.

## Major League Karriere
Clendenon unterschrieb seinen ersten Profivertrag 1957 bei den Pittsburgh Pirates und kam bis 1961 in verschiedenen Minor League Teams des Franchise zum Einsatz. Sein Debüt in der Major League feierte Clendenon spät in der Saison 1961 am 22. September beim 6:3-Sieg gegen die Philadelphia Phillies.
Auf sich aufmerksam machte Donn Clendenon dann in der Saison 1962, als er nach starken Leistungen den zweiten Platz bei der Wahl zum MLB Rookie of the Year belegte. In 80 Saisonspielen gelangen ihm 80 RBIs und 39 Runs, davon 37 Home Runs.
Bis einschließlich 1968 blieb Clendenon den Pirates treu und kam in Summe zu 982 Spielen für Pittsburgh, wobei ihm über 100 Home Runs gelangen und er 488 RBIs verbuchen konnte. Die Pirates selber konnten sich zu dieser Zeit nie für die Postseason qualifizieren.
Beim Expansion Draft 1968 wählten die neu in die Liga aufgenommenen Montreal Expos Clendenon aus, diese versuchten ihn aber im Januar 1969 bereits wieder an die Houston Astros abzugeben. Doch Clendenon lehnte es ab nach Houston zu wechseln und wurde schließlich im Juni 1969 nach New York getradet.
Im Trikot der Mets war Clendenon dann Teil der „Amazin’ Mets“ oder „Miracle Mets“, die völlig überraschend die World Series 1969 gewinnen konnten. In der National League Championship Series, in der sich die Mets zuvor für die World Series qualifizieren konnten, kam Clendenon gar nicht zum Einsatz, spielte dann aber in vier der fünf Spiele um den Titel eine entscheidende Rolle. Gegen die Baltimore Orioles kam er bei 14 At Bats auf fünf gültige Schläge, was einem Batting Average von 35,7 % entspricht. Darunter waren alleine drei Home Runs, davon zwei Solo-Homeruns und ein Two-Run-Homerun. Zu diesem Zeitpunkt war er damit alleiniger Rekordhalter für geschlagene Home Runs in einer Serie, die nach fünf Spielen entschieden war. Erst in der World Series 2008 wurde dieser Rekord von Ryan Howard eingestellt, diesem gelangen die drei Home Runs gar in nur einem Spiel. Nachdem die Mets die Serie mit 4:1 für sich entschieden hatten, wurde Clendenon zum MVP der World Series gewählt.
In den folgenden Spielzeiten 1970 und 1971 spielte Clendenon weiter auf gutem Niveau für die Mets. Das Team selber aber konnte aus dem Erfolg 1969 keinen Schwung mitnehmen und landete in beiden Jahren nur auf Rang drei ihrer Division.
Am 28. Oktober 1971 entließen die Mets Donn Clendenon in den Free-Agent-Status, aus dem heraus er im Dezember 1971 einen Vertrag bei den St. Louis Cardinals unterschrieb. Dort kam er im Alter von 36 Jahren in der Saison 1972 noch zu 61 Einsätzen, konnte aber mit einem Schlagdurchschnitt von nur knapp über 19 % nicht an seine Leistungen der vorherigen Jahre anknüpfen. Am 7. August 1972 entließen die Cardinals ihn und er beendete seine Karriere nach 1.362 bestrittenen Spielen in der MLB.

## Privatleben
Nachdem Clendenons Vater früh verstorben ist heiratete seine Mutter den früheren Negro League Spieler Nish Williams als Donn gerade sechs Jahre alt war. Zu diesem Zeitpunkt war die sogenannte „Color Line“ noch nicht durchbrochen, sprich Schwarzen war der Zugang zu den Major Leagues noch verwehrt. Während Clendenons Mutter sich wünschte, ihr Sohn würde Arzt werden, hatte Donn selber das Ziel Anwalt zu werden. Sein Stiefvater aber drängte ihn dazu Baseball zu spielen und zu versuchen es zum Profi zu bringen.
Nach seiner aktiven Profikarriere erfüllte sich Clendenon dennoch seinen Wunsch, in die Rechtswissenschaften einzusteigen. Er erlangte 1978 den Grad eines Juris Doctor an der Duquesne University in Pittsburgh und praktizierte anschließend in Dayton, Ohio.
Im Alter von 50 Jahren wurde Clendenon Kokainabhängig und musste sich einer Entziehungskur unterziehen. Im Rahmen der Behandlung wurde bei ihm zudem Leukämie diagnostiziert, an der bereits sein Vater jung verstorben war. Anschließend zog er nach Sioux Falls in South Dakota, um dort in einer neuen Umgebung, mit neuen Kollegen und einem neuen sozialen Umfeld weiterzuleben.
Den Sieg der Mets 1969, seinen Weg als Jurist, seine Kokainabhängigkeit und seine Erkrankung verarbeitete Clendenon in seinem 1999 erschienenen Buch „Miracle in New York“.
Donn Clendenon starb rund zwanzig Jahre nach seiner Diagnose 2005 an den Folgen der Leukämie. Er wurde 70 Jahre alt, war verheiratet und hatte zwei Söhne und eine Tochter.